# Allen Carr
Allen Carr (ur. 2 września 1934 w Londynie, zm. 29 listopada 2006 w Maladze) – angielski autor książek o rzucaniu palenia oraz metody Easyway, do 1983 roku potrafił wypalać do pięciu paczek papierosów dziennie. Zrywając z nałogiem odkrył metodę łatwego rzucania palenia.

## Życiorys
Palaczem został w wieku 18 lat podczas odbywania służby wojskowej. W roku 1958 został księgowym. Już w tym okresie wypalał do 100 papierosów dziennie. Kolejne próby rzucania palenia podnoszone przez Carra okazywały się nieskuteczne. Przed czterdziestką, po śmierci swojego ojca spowodowanej rakiem płuca, poprzysiągł sobie, że rzuci nałóg – jednak po wyjściu ze szpitala pierwszą rzeczą jaką zrobił było zapalenie papierosa.
Carrowi w końcu udało się rzucić palenie w 1983 roku, w wieku 48 lat.

### Filozofia
Allen Carr twierdził, że palacze mylnie interpretują przyczynę swojego palenia. Wydaje im się, iż sprawia im to przyjemność – Carr uważał, że palenie powoduje jedynie usunięcie symptomów głodu nikotynowego, które pojawiają się z momentem zgaszenia poprzedniego papierosa. W ten właśnie sposób palenie napędza samo siebie. Twierdził on dalej, że stan ulgi, jakiego doświadcza palacz paląc papierosa, jest stanem, w którym cały czas znajdują się osoby niepalące. Carr uważa, że palenie nie jest tak bardzo uzależniające jak postrzegane jest to w powszechnym odczuciu. Uzależnienie fizyczne znika już po kilku godzinach lub dniach w zależności od ilości wypalanych papierosów. Wszystkie symptomy rzucania palenia powodowane są przez wątpliwości i strach rzucającego. Carr uznał właśnie strach za główną przyczynę tkwienia w nikotynowym nałogu.

### Easyway
Carr porzucił pracę księgowego w 1983 i utworzył swoją pierwszą klinikę Easyway, aby pomagać innym palaczom. Napisał dziesięć książek, które okazały się bestsellerami, m.in. The Easy Way To Stop Smoking uznaną za najlepiej sprzedającą się książkę nie-beletrystyczną w dziewięciu krajach. Utworzył sieć 70 klinik w 30 krajach, wydawał książki, CD i DVD o rzucaniu palenia. Metodą Easyway rzuciły palenie gwiazdy świata biznesu i branży rozrywkowej, m.in. Richard Branson, Anthony Hopkins, a w Polsce Fiolka Najdenowicz i Dorota Stalińska.
Carr napisał kilka książek z serii Jak rzucić… podnoszące tematy alkoholizmu i otyłości. Wszystkie jego działania uczyniły z niego bogatego człowieka. Jego majątek oceniany był na 120 milionów funtów.

## Życie osobiste
W końcu lipca 2006 roku przekazano informacje, że został u niego stwierdzony rak płuca. Następnego miesiąca 71-letni Carr ujawnił, że zostało mu około dziewięć miesięcy życia. Powiedział wtedy m.in.: Kiedy wypaliłem ostatniego papierosa 23 lata temu, stałem się najszczęśliwszym człowiekiem na świecie. Czuję się nim i dziś. Carr napisał list otwarty do Tony'ego Blaira, w którym ponagla akceptację przez National Health Service swojej metody.
Allen Carr zmarł 29 listopada 2006 roku w swoim domu w hiszpańskiej Maladze.

## Książki
- The Easy Way to Stop Smoking, Polskie wydanie: Prosta metoda jak skutecznie rzucić palenie
- The Only Way to Stop Smoking, Polskie wydanie: Możesz rzucić palenie, zrób to teraz
- Allen Carr's Easy Way for Women to Stop Smoking, Polskie wydanie: Prosta metoda jak skutecznie rzucić palenie dla kobiet
- Allen Carr's Easy Way to Control Alcohol, Polskie wydanie: Prosta metoda jak skutecznie kontrolować alkohol
- Allen Carr's Easy Weigh to Lose Weight, Polskie wydanie: Prosta metoda jak skutecznie pozbyć się zbędnych kilogramów
- The Easy Way to Enjoy Flying',Polskie wydanie: Prosta metoda jak pozbyć się lęku przed lataniem
- How to Stop Your Child Smoking, Polskie wydanie:Twoje dziecko pali. Możesz mu pomóc
- The Easy Way to Stop Worrying, Polskie wydanie: Koniec z zamartwianiem się
- No More Diets, Polskie wydanie: Koniec z dietami
- No More Hangovers Polskie wydanie: Koniec z kacem
- Allen Carr's Easy Way to Be Successful
- The Little Book of Quitting Polskie wydanie: Koniec z popielniczkami
- Smoking Sucks Polskie wydanie: Smoking Sucks – palenie jest do kitu komiks dla dzieci i rodziców